# Mount Magnet Airport
Mount Magnet Airport är en flygplats i Australien. Den ligger i kommunen Mount Magnet och delstaten Western Australia, omkring 470 kilometer nordost om delstatshuvudstaden Perth.
Trakten runt Mount Magnet Airport är nära nog obefolkad, med mindre än två invånare per kvadratkilometer.. Närmaste större samhälle är Mount Magnet, nära Mount Magnet Airport. 
Omgivningarna runt Mount Magnet Airport är i huvudsak ett öppet busklandskap. Genomsnittlig årsnederbörd är 310 millimeter. Den regnigaste månaden är juni, med i genomsnitt 51 mm nederbörd, och den torraste är oktober, med 8 mm nederbörd.